# ドイツと連合国の休戦協定 (第一次世界大戦)
第一次世界大戦におけるドイツと連合国の休戦協定（だいいちじせかいたいせんにおけるドイツとれんごうこくのきゅうせんきょうてい）は、1918年11月11日に締結された。
フランスのコンピエーニュの森に置かれた列車の車両で署名され、第一次世界大戦の西部戦線での戦闘に終止符を打った。

## 概要
主たる署名者は、連合国軍総司令官で連合国側首席全権のフランス軍元帥フェルディナン・フォッシュと、帝政ドイツの無任所大臣で停戦委員会委員長のドイツ側首席全権マティアス・エルツベルガー。
停戦期間は当初1か月であり、その後ヴェルサイユ条約の締結によって講和が成立するまでの間に2回延長された。
1914年7月28日に勃発し、空前の犠牲者を出した第一次世界大戦の戦闘行為は1918年11月11日に実質的に終了し、この日は「リメンブランス・デー（Remembrance Day, Poppy Day, Armistice Day, Veterans Day）」としてイギリス連邦諸国では休日となっているほか、第一次世界大戦に参戦した他の複数の諸国でも、休戦記念日、「戦没者を追悼し、退役軍人を記念する日」（復員軍人の日）となっている。

## 交渉過程

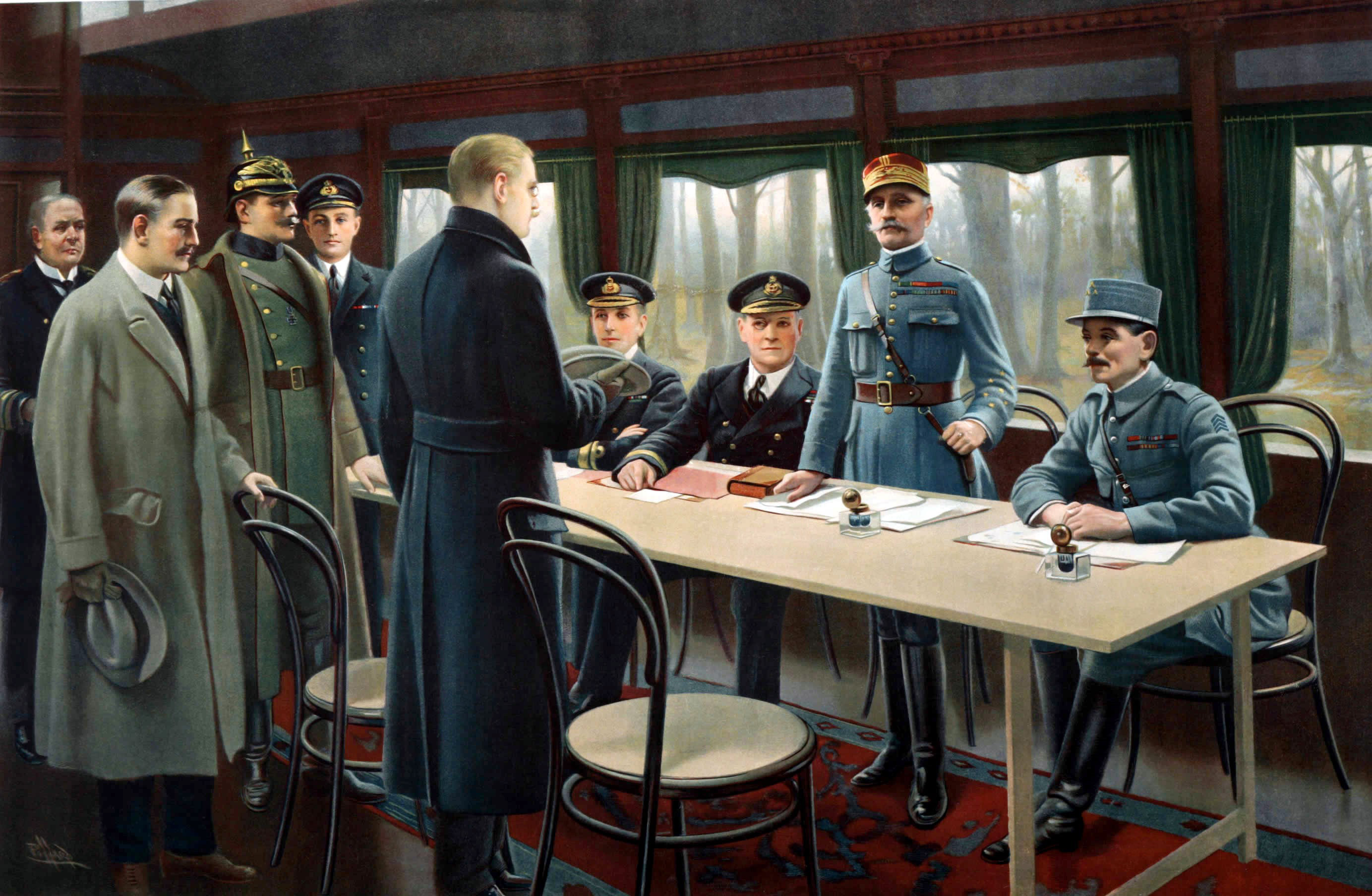
休戦協定締結の場の絵画。左からエルンスト・ファンゼロウ大佐、アルフレート・フォン・オーベルンドルフ外相、ヘルメットをかぶった人物がデトレフ・フォン・ヴィンターフェルト 、ジャック・マリオット大佐。テーブルに着こうとしている人物がドイツ側首席全権のマティアス・エルツベルガー。 テーブルについている人物は左から、イギリスの海軍軍人ジョージ・ホープ少将、 第一海軍卿ロスリン・ウェミス大将、そしてフランスの二人の軍人、立っている人物が連合国側首席全権フェルディナン・フォッシュ元帥、続いてマキシム・ウェイガン大将

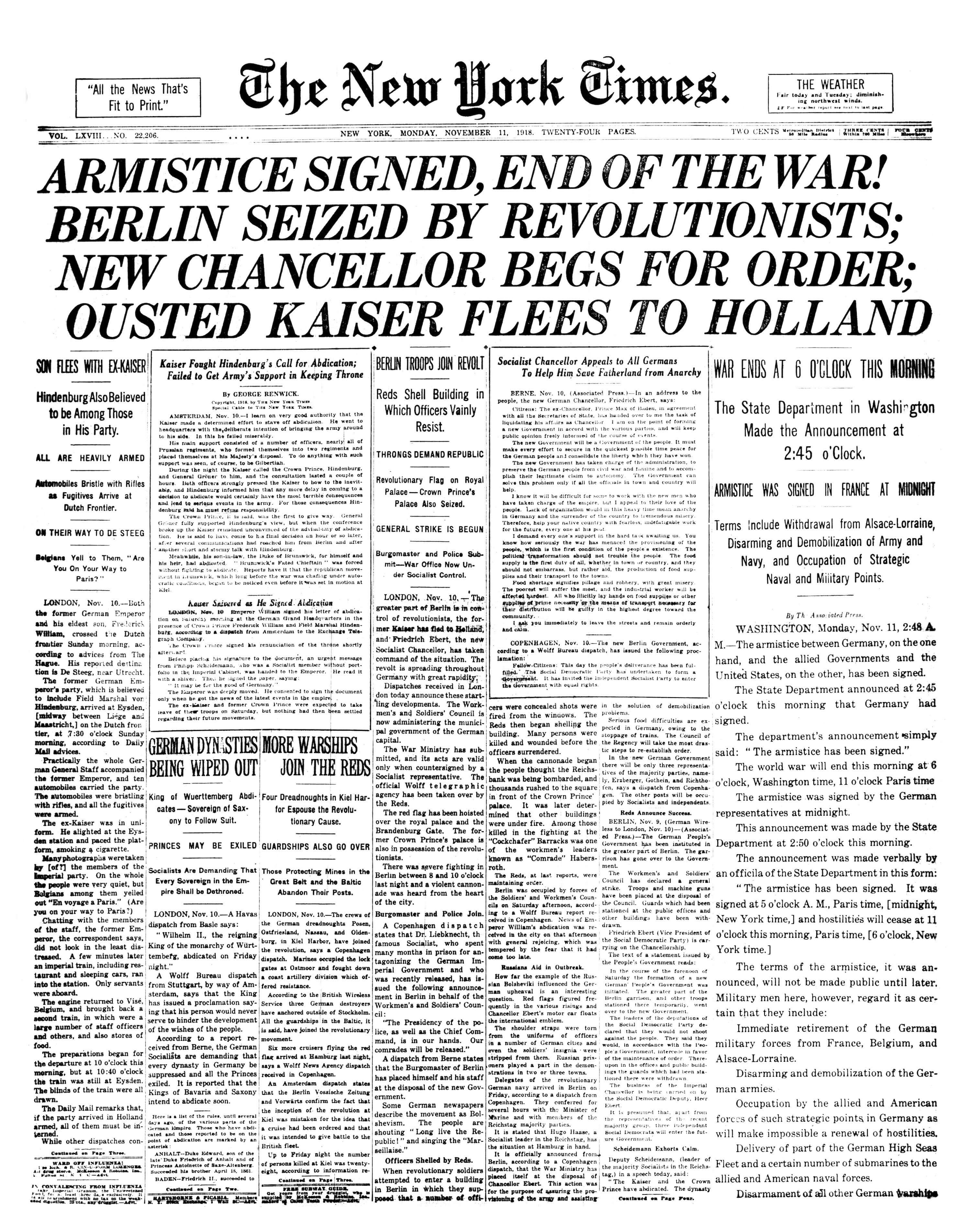
1918年11月11日、休戦協定当日の『ニューヨーク・タイムズ』の1面

休戦協定は1918年11月11日の午前5時（GMT）に同意され、パリ時間の午前11時（「11月11日11時」としてしばしば言及される）に発効した。それは慌しくかつ必死の交渉の結果であった。
ドイツ軍参謀総長パウル・フォン・ヒンデンブルクは11月7日、フランス軍元帥フォッシュに電報を打って会議の設定を要請した。ヒンデンブルクは、ベルリン、ミュンヘンその他ドイツの全域で差し迫った革命（ドイツ革命）の圧力を受けていた。11月3日にキール軍港で起こった水兵の反乱をきっかけに、兵士や労働者の蜂起が各地に広がっており、11月7日にはミュンヘンからバイエルン王ルートヴィヒ3世が逃亡し王政が転覆される事態となっていた。
ドイツ代表団は5台の自動車で最前線を通過し、護衛とともに北フランスの荒廃した戦野を10時間にわたって横切った。そして列車に乗せられ、秘密の目的地（コンピエーニュの森のフォッシュ元帥用の引込線）へ導かれた。
フォッシュは3日間の交渉の間、2回顔を見せただけだった。1回目は最初の日、ドイツ代表団が何を望んでいるか尋ねるために、2回目は最終日の署名のために。その間、ドイツ代表団は、連合国軍との取り決めの詳細についてフランス等の連合国軍士官と協議を行った。協定はドイツ側に課せられた占領地からの撤退と兵器の引き渡し、連合国軍側からのわずかな約束から成り立っていた。ドイツの海上封鎖は、完全な平和条約が合意に至るまで続けられることになった。
交渉は何の問題もなく進んだ。ドイツは2、3の不可能な要求（例えば、彼らの艦隊が保有する以上の数の潜水艦を廃棄することなど）を修正し、また連合国軍の条件の過酷さに対する公式な抗議を記録させることができたが、署名を拒否できる立場にはなかった。11月10日の日曜日に、彼らはパリから届いた新聞を見せられ、前日に皇帝ヴィルヘルム2世がベルギーのスパからオランダに逃亡し退位したことを知らされた。
マティアス・エルツベルガーは政府の崩壊によりベルリンからの指示が得られなくなったが、ベルギーのスパにいたドイツ軍参謀総長パウル・フォン・ヒンデンブルクと連絡することができた。ヒンデンブルクは彼に、戦争継続は不可能であり、どんな代償を払ってでも休戦協定に署名するように命じた。署名はパリ時間の午前5時12分から午前5時20分にかけて、コンピエーニュの森に引き込まれた食堂車2419D（「休戦の客車（"Le Wagon de l'Armistice"）」）でなされた。

## 主要人物
連合国軍側
- フランス軍元帥フェルディナン・フォッシュ（連合軍最高司令官）
- イギリス第一海軍卿ロスリン・ウェミス提督（イギリス代表）
- マキシム・ウェイガン将軍（フォッシュの参謀長）

ドイツ政府・軍側
- マティアス・エルツベルガー（文民政治家）
- アルフレート・フォン・オーベルンドルフ伯爵（外務省）
- デトレフ・フォン・ヴィンターフェルト少将（陸軍）
- エルンスト・ファンゼロウ大佐（海軍）

ウェイガン将軍とフォン・グレンネル将軍は（フランスの）文書には言及されていない。

## 取り決め
協定には次のような重要項目が含まれていた。
- 署名後6時間以内の交戦の終了。
- フランス、ベルギー、ルクセンブルクとアルザス＝ロレーヌからの全ドイツ軍部隊の即時撤退。
- 上に引き続き、ライン川左岸全域と、右岸のマインツ、コブレンツおよびケルンの連合国軍・アメリカ軍の占領を保証するため、その橋頭堡の半径30km区域からドイツ軍部隊を移動させること。
- 東部戦線における全てのドイツ軍部隊の1914年8月1日時点の位置への退去。
- ロシアとのブレスト＝リトフスク条約、およびルーマニアとのブカレスト条約の破棄。
- ドイツ艦隊の抑留。
- Uボートの降伏。
- 軍需品の引き渡し（大砲5,000門、機関銃25,000挺、ミーネンヴェルファー3,000門、飛行機1,700機、機関車5,000両と客貨車150,000両）。

## その後
停戦期間は33日間とされていたため、12月には一回目の期限延長が行われ、1919年1月13日までの延長が行われた。2回目の停戦延長は2月17日が期限であり、3回目の停戦延長はパリ講和会議の最中で行われた。フランス側はこの機会を通じてドイツの休戦協定違反を指摘し、停戦条件を修正しようともくろんだが、ウィルソン大統領の強い反対によって受け入れられなかった。5月にはヴェルサイユ条約がドイツ側に提示されたが、三首脳（ウィルソン、デビッド・ロイド・ジョージ英首相、ジョルジュ・クレマンソー仏首相）は調印拒否が行われた場合には再度戦争を開始することを合意していた。ヴェルサイユ条約はドイツ国内の強い反対もありながらもかろうじて受諾が決定され、1920年1月20日に同条約は発効した。アメリカと中華民国はヴェルサイユ条約に調印しなかったため、1921年8月25日に米独平和条約、1922年5月15日に中独平和回復協定をそれぞれ締結してドイツと講和している。
1940年、ドイツの侵攻によりフランスが降伏し、6月22日にフランスとナチス・ドイツの間で休戦協定が結ばれた際、1919年の休戦協定締結の際に用いられ博物館に展示されていた客車がコンピエーニュの森の同じ場所に引き出され、第一次世界大戦の休戦協定と同じ状況下で締結が行われた。車両は戦勝の記念品としてベルリンまで運ばれたが、1945年、テューリンゲンのクラヴィンケルで親衛隊によって破壊された。またドイツとの停戦記念碑も、フォッシュの像を除いてすべて破壊された。

## 最後の犠牲者

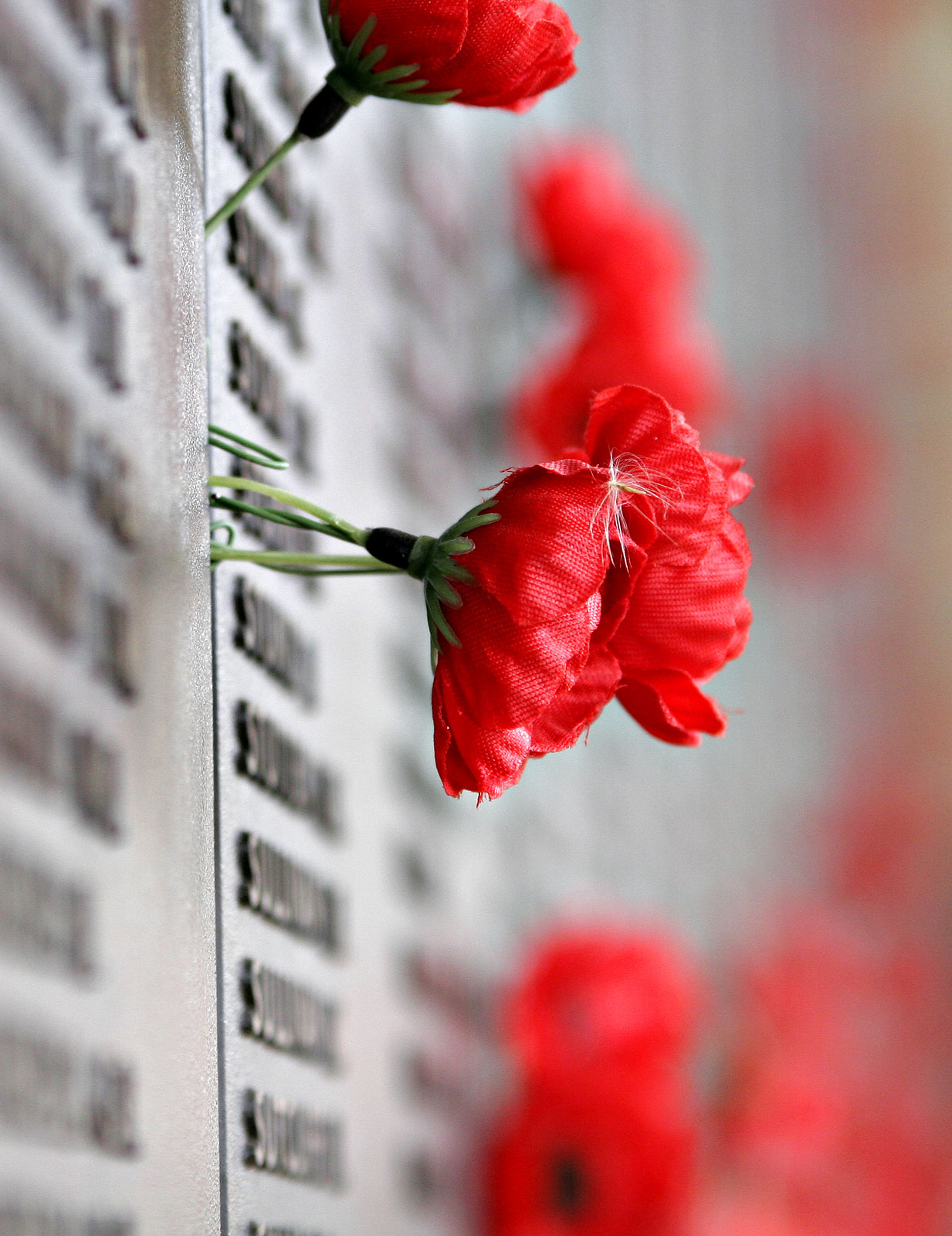
11月11日の追悼の日、キャンベラのオーストラリア戦争記念館（Australian War Memorial）の戦没者名銘板に差し込まれた赤いヒナゲシ（ポピー）の造花。追悼の日の象徴となっている

11月11日の朝、停戦の知らせは素早く軍に伝わったが、11時に停戦が始まる最後の瞬間まで激しい戦闘が続けられた。多くの砲兵部隊は、予備弾薬を運んで帰ることを嫌ってドイツ軍の目標を砲撃し続けた。連合国軍はまた、戦闘が再開されたときには最も有利な位置にいようとも考えていた。かくして2,738人の兵士が戦争の最終日に命を落とした。
最後に戦死したフランス兵はオーギュスタン・トレブションである。彼は、停戦後に温かいスープが出されるということを戦友に伝えに行く途中で撃たれた。午前10時45分だった。最後に戦死したイギリス兵は第5ロイヤル・アイリッシュ槍騎兵連隊のジョージ・エドウィン・エリソンである。彼はその日の朝9時30分頃、ベルギーのモンス郊外での斥候任務中に戦死した。最後に戦死したカナダ兵はジョージ・プライスである。彼は停戦のわずか2分前、モンスの北で、退却するドイツ兵との路上での戦いで殺された。そして、第一次世界大戦で最後に死んだと考えられているのはアメリカ軍のヘンリー・ガンサー(1895-1918)である。彼は停戦実施のわずか60秒前に、おびえたドイツ軍によって（彼らも停戦が間近であることを知らされていたにもかかわらず）殺された。
ドイツ軍の最後の戦死は11時の停戦の後に発生した。ムーズ・アルゴンヌ方面にいたトマス中尉は、彼とその部下が徴発していた民家をすでに引き払っていることを、接近してくるアメリカ兵に告げるために近付いたが、まだ停戦について知らされていなかった兵士によって射殺された。
エルツベルガーは、ほとんど無条件降伏ともいえる過酷な休戦協定に調印した責任者であったために、極右テロ組織コンスルのメンバーの手で1921年8月26日に暗殺された。